# Sokout
Sokout (no Brasil: O Silêncio) é um filme iraniano dirigido por Mohsen Makhmalbaf.

## Sinopse
O enredo do filme gira em torno de Khorshid, um garoto cego, que trabalha como afinador em uma fábrica de instrumentos musicais. Certo dia, ele é demitido do emprego, o que faz com que sua família tenha seu bem-estar comprometido.